# Alix Fils-Aimé
Alix Fils-Aimé né en 1949-1950 et mort le 28 mai 2019 à Port-au-Prince, est un homme politique haïtien.

## Biographie
Alors qu'il est technicien agricole, il est accusé de complot sous le régime de Jean-Claude Duvalier et arrêté le 26 avril 1976. Il est alors emprisonné à la caserne Dessalines puis à Fort Dimanche. Il quitte le pays le 25 septembre 1977 en direction de la Jamaïque, qui lui a accordé l'asile politique. Il se rend ensuite à Belize, Grenade, au Nicaragua, et en Libye. 
Il devient ensuite député de 1995 à 1999. Candidat indépendant, il brigue un mandat de sénateur lors des élections générales haïtiennes de 2000.
Il dirige ensuite la Commission nationale de désarmement, de démantèlement et de réinsertion à partir de 2006 sous René Préval,.
Il témoigne en 2011 lors du procès de Duvalier, déclarant que durant sont incarcérations, certains codétenus ont été torturés, violés et tués. Il meurt le 28 mai 2019 à l'âge de 69 ans d'une tumeur au cerveau.

## Vie privée
Il est le père de trois enfants, dont l'homme politique Alix Didier Fils-Aimé, né en 1971, et nommé Premier ministre par le Conseil présidentiel de transition en 2024.